# 詹姆斯·S·A·科里
詹姆斯·S·A·科里（英語：James S. A. Corey）是合作者丹尼爾·亞伯拉罕與泰·弗蘭克所使用的筆名。第一個和最後的名字是分別取自亞伯拉罕和弗蘭克的中間名，S·A·則是亞伯拉罕的女兒姓名的首字母。這名字也模仿了許多1970年代的科幻小說作家。在德國，他們的著作以詹姆斯·科里的名字出版，省略了中間名縮寫。

## 生涯
2011年，奇幻作家丹尼爾·亞伯拉罕開始與泰·弗蘭克使用筆名詹姆斯·S·A·科里，寫作「蒼穹浩瀚系列」的第一本科幻小說《利維坦覺醒》（2011年）。《利維坦覺醒》被提名2012年雨果獎最佳長篇小說獎和2012年軌跡獎最佳科幻小說。作者於每年推出該系列中的其他小說：《卡利班之戰》（2012年）、《Abaddon's Gate》（2013年）和《Cibola Burn》（2014年）、《Nemesis Games》（2015年）、《Babylon's Ashes》（2016年）和《Persepolis Rising》（2017年）。《Abaddon's Gate》獲得軌跡獎最佳科幻小說。Orbit Books與科里簽約創作「蒼穹浩瀚系列」中的額外小說至總共九本。第八本是《Tiamat's Wrath》，於2019年3月26日出版。最後一本是《Leviathan Falls》，於2021年11月30日出版。
近年，他們為系列中每本長篇小說之間出版短篇作品。第一個短篇故事名為《The Butcher of Anderson Station: A Story of The Expanse》，於2011年10月以電子書形式出版。接着是69頁的短篇小說《Gods of Risk》，於2012年9月以電子書形式出版。2012年11月出版短篇故事《Drive》，收錄在選集《Edge of Infinity》中。另一本短篇小說《The Churn》，於2014年4月29日出版。所有作品都設定在「蒼穹浩瀚系列」中。
他們也寫作過一本星球大戰小說《Honor Among Thieves》，在2014年由Random House出版，以及一個與《蒼穹浩瀚》沒有關聯的短篇故事《A Man Without Honor》，包含在選集《Old Mars》，由喬治·R·R·馬丁編輯。

## 書目作品

### 《蒼穹浩瀚》系列
- 《利維坦覺醒》（2011年6月15日）
- 《卡利班之戰》（2012年6月26日）
- 《Abaddon's Gate（英语：Abaddon's Gate）》（2013年6月4日）
- 《Cibola Burn（英语：Cibola Burn）》（2014年6月5日）
- 《Nemesis Games（英语：Nemesis Games）》（2015年6月2日）
- 《Babylon's Ashes（英语：Babylon's Ashes）》（2016年12月6日）
- 《Persepolis Rising（英语：Persepolis Rising）》（2017年12月5日）
- 《Tiamat's Wrath（英语：Tiamat's Wrath）》（2019年3月26日）
- 《Leviathan Falls（英语：Leviathan Falls）》（2021年）

### 相關作品
- 《The Butcher of Anderson Station》（《蒼穹浩瀚》短篇故事）（2011年）
- 《Gods of Risk》（《蒼穹浩瀚》中篇小說）（2012年）
- 《Drive》（《蒼穹浩瀚》短篇故事）（2012年）
- 《The Churn》（《蒼穹浩瀚》中篇小說）（2014年）
- 《The Vital Abyss》（《蒼穹浩瀚》中篇小說）（2015年）
- 《Strange Dogs》（《蒼穹浩瀚》中篇小說）（2017年）
- 《The Last Flight of the Cassandra》（《蒼穹浩瀚》短篇故事）（2019年）
- 《Auberon》（《蒼穹浩瀚》中篇小說）（2019年）
- 《The Sins of Our Fathers》（《蒼穹浩瀚》中篇小說）（2022年）
- 《Memory's Legion》（《蒼穹浩瀚》短篇故事集）（2022年）

### 《The Captive's War》三部曲
- 《The Mercy of Gods（英语：The Mercy of Gods）》（2024年）
  - "Livesuit"（中篇小說，2024年）

### 其他小說
- 《Honor Among Thieves》（《星球大戰：帝國與叛亂》〔Star Wars: Empire and Rebellion〕，book 2）（2014年）

### 短篇小說
- "A Man Without Honor"，《Old Mars（英语：Old Mars）》－編輯：喬治·R·R·馬丁和Gardner Dozois（英语：Gardner Dozois）（2013年）
- "Silver and Scarlet"，（星球大戰故事），《星球大戰圈內人（英语：Star Wars Insider）》#148（2014年）
- "The Drones"，《科技新時代》（2015年）
- "Rates of Change"，《Meeting Infinity》－編輯：Jonathan Strahan（英语：Jonathan Strahan）

## 外部連結
- James S. A. Corey （页面存档备份，存于） official website
- Lizard Brain （页面存档备份，存于） – blog shared by Abraham and Franck
- 網路推理小說資料庫上的詹姆斯·S·A·科里
- James S. A. Corey在国会图书馆管理局的纪录，有5条目录纪录
- Daniel Abraham （页面存档备份，存于） and Ty Franck （页面存档备份，存于） and at LC Authorities